# Kadavergehorsam
Als Kadavergehorsam (lat. perinde ac cadaver) bezeichnet man einen Gehorsam, bei dem sich der Gehorchende einem fremden Willen uneingeschränkt, wie ein willenloser Kadaver, unterwirft.

## Vorgeschichte
Das deutsche Wort „Kadavergehorsam“ geht in der sprachlichen Gestalt auf die Satzung des Jesuiten-Ordens zurück. Der Ordensgründer Ignatius von Loyola erarbeitete den Text auf Spanisch und ließ ihn von seinem Sekretär Juan Alfonso de Polanco ins Lateinische übertragen. In der 1558 von der Ordenskongregation veröffentlichten Fassung heißt es:

“Et sibi quisque persuadeat, quòd qui sub Obedientia vivunt, se ferri ac regi a divina Providentia per Superiores suos sinere debent perinde, ac si cadaver essent, quod quoquoversus ferri, et quacunque ratione tractari se sinit; vel similiter, atque senis baculus, qui, ubicunque, et quacunque in re velit eo uti, qui eum manu tenet, ei inservit.”

„Wir sollen uns dessen bewusst sein, dass ein jeder von denen, die im Gehorsam leben, sich von der göttlichen Vorsehung mittels des Oberen führen und leiten lassen muss, als sei er ein toter Körper, der sich wohin auch immer bringen und auf welche Weise auch immer behandeln lässt, oder wie ein Stab eines alten Mannes, der dient, wo und wozu auch immer ihn der benutzen will.“

Der Vergleich des uneingeschränkten Gehorsams mit der Willenlosigkeit eines Leichnams verdankt sich einer bereits mittelalterlichen, von Franz von Assisi geprägten Bildtradition, worauf Robert Bellarmin 1588 bei Auseinandersetzungen innerhalb des Jesuitenordens über diese Auffassung des Gehorsams zu deren Rechtfertigung verwies. Denn schon Franz von Assisi hatte die vollkommene und höchste Form des Gehorsams (perfecta et summa obedientia) gegenüber dem Vorgesetzten mit einem toten, entseelten Leib (corpus mortuum, corpus exanime) verglichen, der sich ohne Widerstreben und ohne Murren hinbringen lässt, wo man will, auch auf ein Katheder gesetzt nicht nach oben blickt, sondern nach unten (d. h. nicht übermütig wird, sondern demütig bleibt) und auch in Purpur gekleidet nur noch bleicher wirkt als zuvor (d. h. die Todesverfallenheit des Menschen nicht vergessen lässt, sondern umso deutlicher vergegenwärtigt).
Dieser Vergleich, der seinerseits an die biblische Bildlichkeit des corpus mortuum als des um Christi willen abgetöteten Leibes anknüpft, fand in der klösterlichen und spirituellen Welt des Spätmittelalters weite Verbreitung und wurde  auch von den weiblichen Ordensgemeinschaften aufgegriffen, so bei Katharina von Siena in einem Schreiben an die Schwestern in Perugia:

“O obedienza dolce, che non hai mai pena! Tu fai vivere, e correre gli uomini, morti; perocchè uccidi la propria volontà: e tanto quanto è più morto, più corre velocemente, perocchè la mente e l’anima ch’è morta all’amore proprio d’una perversa volontà sensitiva, più leggermente fa il corso suo, e uniscesi col suo sposo eterno con affetto d’amore; e viene a tanta elevazione e dolcezza di mente, che essendo mortale, comincia a gustare l’odore e i frutti delli Immortali.”

„Oh süßer Gehorsam, der du niemals Leid erfährst! Du bringst die Menschen, Tote, zum Leben und zum Laufen; weil du den eigenen Willen tötest: und je mehr er gestorben ist, desto schneller läuft er, denn der Geist und die Seele, die der Eigenliebe eines perversen sinnlichen Willens abgestorben ist, vollzieht ihren Lauf um so leichter und vereint sich mit ihrem ewigen Bräutigam im Affekt der Liebe; und gelangt zu einer solchen Erhebung und Süßigkeit des Geistes, dass sie im Zustand der Sterblichkeit bereits beginnt, den Geruch und die Früchte der Unsterblichen zu kosten.“

An diese monastische Tradition knüpfte auch Ignatius von Loyola an. Dabei verwendete er in der spanischen Fassung seines Textes die Formulierung cuerpo muerto und noch nicht den erst durch die lateinische Übersetzung verbreiteten Begriff cadaver. In jüngerer Zeit wurde angeführt, dass sich die spanische Formulierung nicht notwendigerweise auf einen toten Leib beziehen muss. Anders als das corpus mortuum oder corpus exanime in der franziskanischen Tradition könnte Loyola allgemeiner einen „leblosen Gegenstand“ gemeint haben, wie er ihn auch in seinem zweiten Vergleich, dem Stab in der Hand des alten Mannes, konkretisiert.
Der Theologe und Historiker Helmut Feld vertritt im Blick auf die Gegenwart die Auffassung, dass zur Bewahrung und einer neuen Möglichkeit der Wirkung ignatianischer Theologie und Weltsicht die Beseitigung einiger krankhafter Elemente notwendig wäre. Zu ihnen gehört an erster Stelle die Ideologie des blinden Kadavergehorsams, die weder ein theologisches noch ein humanes Fundament hat".

## Entstehung und Gebrauch des Begriffs „Kadavergehorsam“
Im Zuge der Auseinandersetzungen zwischen Reformation und Gegenreformation und mehr noch in der vom Freiheitsbegriff und Antiklerikalismus der Aufklärung geprägten Kritik am Jesuitenorden wurde auch dessen Gehorsamsbegriff zum Gegenstand kritischer Deutungen und Verdächtigungen. In ihren deutschen Übersetzungen und Paraphrasen der Ordenssatzung hoben die deutschen Kritiker nach der Wiederzulassung des Ordens von 1814 immer wieder die Vergleichsformel „wie wenn sie ein Cadaver wären“ in betont enger Anknüpfung an Polancos lateinische Übersetzung hervor und karikierten den Jesuiten in seiner Verpflichtung zu einem Verhalten „wie ein Cadaver, das sich nach Willkür drehen und wenden läßt“ als Gegenbild zu den eigenen Vorstellungen von der Freiheit der Willensentscheidung und vernünftiger Unterordnung. In Frankreich war es besonders Eugène Sue, der der antijesuitischen Propaganda zu dieser Zeit durch seinen Erfolgsroman Le juif errant (1845, dt. Der Ewige Jude) breiteste Leserkreise verschaffte und hierbei auch die Begriffe obéissance de cadavre und obéissance cadavérique popularisierte.
Das deutsche Kompositum Kadavergehorsam kam erst in den Debatten des Kulturkampfes der 1870er-Jahre über das 1872 erfolgte Verbot des Ordens im deutschen Reichsgebiet auf, und zwar als ein antijesuitisches Schlagwort, das rasch weite Verbreitung fand.
Als Germanismus ging das Wort auch in andere europäische Sprachen ein. Dort wird es seither häufig in übertragener Verwendung auch zur Charakterisierung der angeblichen Mentalität des preußischen und deutschen Militärs und der davon geprägten Gesellschaft gebraucht. In Wirklichkeit setzt gerade die vom preußischen und deutschen Militär (unter anderem in beiden Weltkriegen) sehr erfolgreich umgesetzte Auftragstaktik das Gegenteil von Kadavergehorsam voraus. Inzwischen gilt als anerkannt, dass es sich bei dem nicht zuletzt in zahlreichen Kriegsfilmen gepflegten Stereotyp vom preußisch-deutschen Kadavergehorsam um eine Verdrehung der tatsächlichen Verhältnisse handelt; dies gilt – mit gewissen Abstrichen – auch für die Wehrmacht in der Zeit des Nationalsozialismus.
Hannah Arendt berichtet, dass Adolf Eichmann während des Prozesses gegen ihn den Ausdruck verwendet habe. Allerdings ist sowohl die Bezugnahme Eichmanns als auch sein Wissen um eine Verbindung des Ausdrucks des Kadavergehorsams mit dem Jesuitenorden unklar. Arendt beschrieb die Situation wie folgt: „In diesem Gerichtssaal war Eichmann mit seinen recht bescheidenen geistigen Gaben sicherlich der letzte, von dem man einen Zweifel an der Zulänglichkeit dieser Begriffe und den Versuch, selbst zu denken, erwarten konnte. Da er ja nicht nur das, was er für die Pflichten eines gesetzestreuen Bürgers hielt, erfüllt hatte, sondern vor allem, jederzeit auf genügend ‚Deckung‘ bedacht, auf Befehl gehandelt hatte, geriet er ganz aus dem Konzept, bis er schließlich abwechselnd die Tugenden und die Untugenden des blinden Gehorsams betonte, des ‚Kadavergehorsams‘, wie er selbst sagte.“